# Clan Donald
Il clan Donald è uno dei clan scozzesi più vasto. Il clan possiede varie suddivisioni, molte delle quali possiedono a loro volta dei capiclan riconosciuti dal Lord Lyon King of Arms, e sono: il clan Macdonald di Sleat, il clan Macdonald di Clanranald, il clan MacDonell di Glengarry, il clan MacDonald di Keppoch ed il clan MacAlister. Altre suddivisioni, importanti seppure prive di capiclan legittimamente riconosciuti, sono: i MacDonnel di Antrim, i MacDonald di Dunnyveg, i MacDonald di Lochalsh, i MacDonald di Glencoe ed i MacDonald di Ardnamurchan.

## Storia

### Origini
Il clan norreno-gaelico Donald trae le sue origini da Dòmhnall Mac Raghnuill (1250 circa), il cui padre Redinald, o Ranald, era conosciuto come "Re delle isole" e "Signore di Argyll e Kintrye". Il padre di Ranald, Somerled, era il "Re delle Ebridi", e fu ucciso in guerra contro Malcolm IV di Scozia nella battaglia di Renfrew (1164). Il clan Donald condivide la discendenza da Somerled con il clan MacDougall, che è ritenuto discendente del suo primogenito, Blake Donald.
La tradizione gaelica attribuisce a Somerled discendenza celtica da parte maschile, così come la tradizione medievale del Seanchaí traccia le sue origini attraverso una lunga linea di antenati antecedenti ai Tre Colla e a Conn delle Cento battaglie. A causa ciò, il clan ha ritenuto di essersi chiamato sia Clann Cholla, sia Siol Chuinn. Un antico stralcio di un componimento poetico, attribuito ai MacDonald e scritto in forma di brosnachadh (un incitamento alla battaglia) che si ritiene sia stato scritto nel 1411, durante la battaglia di Harlaw, contiene riferimenti alla discendenza del clan da Con delle Cento battaglie. Un poema successivo, composto da John of Islay, proclama che: "Ceannas Ghàidheal do Chlainn Cholla, còir fhògradh" (Il comando dei Gael alla famiglia di Colla, è giusto proclamarlo).
Recenti studi del DNA hanno dimostrato che Somerled forse ha avuto origini norrene da parte maschile. Studiando il cromosoma Y dei discendenti di sesso maschile dei MacDonald, MacDougall, MachAlister e le loro variabili, si è scoperto che una parte sostanziosa degli individui di sesso maschile testati condividevano lo stesso cromosoma Y ed un avo comune.

### Conflitto norvegese

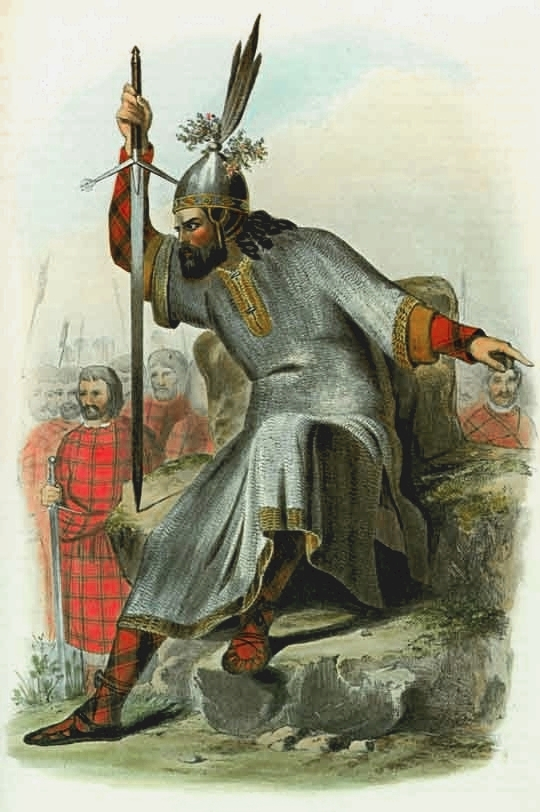
MacDonald, Signore delle Isole

Il clan MacDonald ha sempre sostenuto la Norvegia. Comunque, quest'alleanza fu rotta quando i norvegesi furono sconfitti nella battaglia di Largs (1263) dall'esercito scozzese. Il re norvegese Haakon IV fu sconfitto e la sua flotta venne distrutta dagli uomini di Alessandro III di Scozia e del clan MacDougall. Tre anni più tardi, i norvegesi concessero anche l'ultima delle loro isole alla corona scozzese.

### Guerre d'indipendenza scozzesi
I MacDonald combatterono con il re Roberto I di Scozia nella battaglia di Bannockburn nel 1314. Il pronipote di Donald, Angus Og of Islay, offrì riparo al re Roberto I e condusse a Bannockburn un piccolo drappello di uomini. In riconoscimento dell'appoggio offerto dal clan Donald, Roberto I proclamò che, da quel momento in poi, gli uomini del clan Donald combattessero alla destra dell'esercito scozzese - posizione considerata di grande onore all'epoca.

### XV secolo - contado di Ross
Il titolo ed i territori del conte di Ross erano originariamente detenuti dal capoclan del clan Ross. Comunque, il nipote di Angas Og, Dòmhnall of Islay, sposò la prima erede femmina della contea di Ross; così, egli ottenne con successo il riconoscimento del titolo di conte di Ross attraverso tale matrimonio. Tale posizione fu ulteriormente rafforzata dopo la battaglia di Harlaw (1411), nella quale molti dei clan delle Highland appoggiarono il clan Donald nell'impedire al duca d'Albany e al suo esercito di accampare diritti sul contado di Ross.
Comunque, il titolo di conte di Ross venne perduto nel 1415 quando Murdoch Stewart, duca d'Albany, occupò il castello di Dingwall ed i territori orientali di Ross. A seguito di ciò, Dòmhnall si preparò alla guerra e si autoproclamò "Signore di Ross"; tuttavia, il titolo di conte di Ross era stato concesso dal duca d'Albany al suo stesso figlio John Stewart.
Il clan Donald riottenne comunque il contado di Ross, dapprima sotto Alexander di Islay, Conte di Ross e poi sotto John Islay, Conte di Ross che nel 1476 dovette consegnare il contado a James Stewart, duca di Ross.
Nel corso del XV secolo il clan Donald è stato coinvolto in numerosi conflitti, anche con altri clan.
- Nel 1411, i MacDonald sconfissero il clan MacKay nella battaglia di Dingwall.[11]
- Battaglia di Split Allegiances (1429). Lo scontro coinvolse le forze guidate da Alexander MacDonald e l'esercito realista del re Giacomo I di Scozia.[12]
- Battaglia di Inverlochy (1431). Mentre il capoclan Alexander MacDonald era stato imprigionato dal re Giacomo I, il clan fu condotto da Donald Balloch, nipote di Alexander e sconfisse l'esercito del conte di Mar.
- Battaglia di Blàr-na-Pairc (1477), combattuta fra il clan Donald ed il clan MacKenzie.[13]
- Battaglia di Bloody Bay (1489). Lo scontro coinvolse John MacDonald of Islay e suo figlio Angus Og MacDonald. John MacDonald ricevette il supporto dei clan MacLean, clan MacLeod e clan MacNeil. Suo figlio invece fu sostenuto da Allan Macruari, capoclan dei Ranald,[14] e da Dòmhnall Mac Aonghais, capoclan dei Keppoch.[15]
- Battaglia di Skibo e Strathfleet (1480). John MacDonald invase il Sutherlandshire, combattendo contro gli uomini del clan Sutherland e del clan Murray.[16]
- Battaglia di Drumchatt (497). Nel 1495 il re Giacomo riunì un'armata a Glasgow. A seguito di ciò, il 18 maggio molti dei capoclan delle Highland dichiararono la loro fedeltà al re, compresi i MacKenzie ed i Munro. Poco dopo, Alexander MacDonald of Lochalsh ed il suo clan si ribellarono al re. Ivasero i territori di Ross e vennero sconfitti dal clan Munro e dai MacKenzie presso Drumchatt.[17]

### XVI secolo

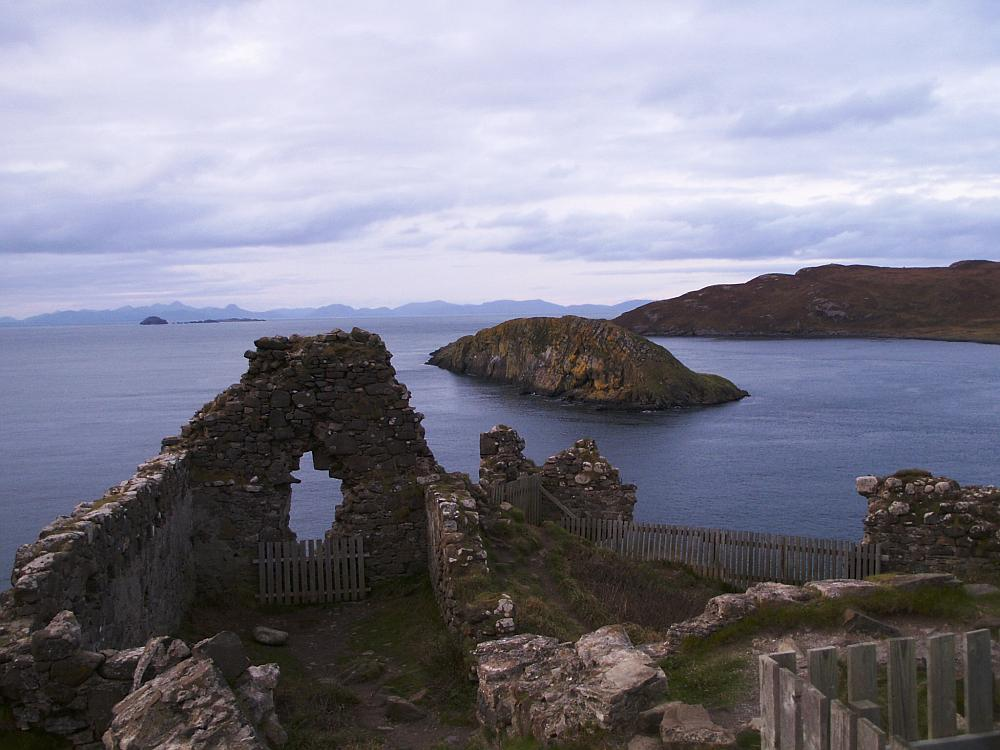
Le rovine del castello di Duntulm, uno dei castelli posseduti dal clan MacDonald

Il titolo di "Signore delle Isole" che era detenuto dai capoclan MacDonald fin dal XII secolo fu revocato nel 1495. Il clan MacDonald conservò comunque gran parte dei propri possedimenti fino all'insorgere di numerose violenze attorno alla metà del XVI secolo.
- Battaglia di Flodden Field (1513). Durante le guerre anglo-scozzesi il figlio di Alexander MacDonald condusse il ramo Lochalsh del clan Donald contro l'esercito inglese.
- Battaglia delle camicie (1544). Il ramo Clanranald del clan MacDonald combatté contro il clan Fraser.
- Battaglia di Spoiling Dyke (1578). I MacDonald combattono con il clan MacLeod.[18]
- Battaglia delle isole occidentali (1586). Fu combattuta presso l'Isola di Jura, fra il Clan MacDonald di Sleat ed i MacLean.[16]
- Battaglia di Traigh Ghruinneart (1598). Fu combattuta fra il clan Donald ed il clan MacLean nell'Isola di Islay.[16]

### XVII secolo - guerra civile
- Battaglia di Coire Na Creiche (1601). I Donald di Sleat sconfiggono i MacLeod.[19]
- Nel 1642, presso l'isola di Rathlin, durante la ribellione irlandese, i soldati convenanti di Campbell furono incoraggiati da Duncan Campbell di Auchienbreck ad uccidere i cattolici dei MacDonald.[20][21] I numeri del massacro oscillano fra il centinaio di vittime e le tre migliaia.
- La guerra dei tre Regni del 1644-1647 fu in larga parte un conflitto fra clan che coinvolse i MacDonald ed il clan Campbell. Durante il conflitto, il clan MacDonald appoggiò i realisti nella guerra civile inglese e l'Irlanda confederata. Viceversa, i Campbell appoggiarono i convenanti.

Nel 1644 un membro del clan, Alasdair Mac Colla, radunò un manipolo di irlandesi e sbarcò in Scozia, con l'intento di unirsi agli scozzesi realisti e riappropriarsi dei territori che il clan Donald aveva perduto a favore dei Campbell. Dopo aver devastato per un anno i territori dei Campbell, si scontrarono con i nemici nella battaglia di Inverlochy (1645). Lo scontro vide fronteggiarsi le forze governative di Argyll del clan Campbell, guidate da Archibald Campbell, e le truppe realiste guidate dal marchese di Montrose, truppe irlandesi e membri del clan Donald. La battaglia vide la sconfitta dei 3.000 uomini del clan Campbell e la vittoria dei realisti.
- Battaglia di Mulroy (1668). I Keppoch del clan MacDonald ed il clan Cameron sconfissero il clan Mackintosh ed il clan MacKenzie.

### XVIII secolo
Durante le rivoluzioni giacobite del 1715, le forze governative britanniche, incluse alcune unità del clan Campbell combatterono contro i ribelli giacobiti, fra i quali si erano arruolati alcuni dei membri del clan Donald.
Il clan ha poi combattuto dalla parte dei giacobiti fra il 1745 ed il 1746 con tre reggimenti provenienti dai MacDonald di Clanranald, dal clan MacDonnel di Glengarry, i MacDonald di Keppoch ed i MacDonald di Glencoe; combatterono nella battaglia di Prestonpans, nella battaglia di Falkirk e nella battaglia di Culloden. Alcuni dei MacDonald furono uccisi a Culloden, sebbene molti di loro avessero abbandonato il campo di battaglia.
Il clan MacDonald di Sleat non prese parte alle rivolte giacobite, perciò i possedimenti degli Sleat rimasero intatti.

## Castelli e residenze
Nei secoli il clan MacDonald ha posseduto diversi castelli e residenze:

### Castelli

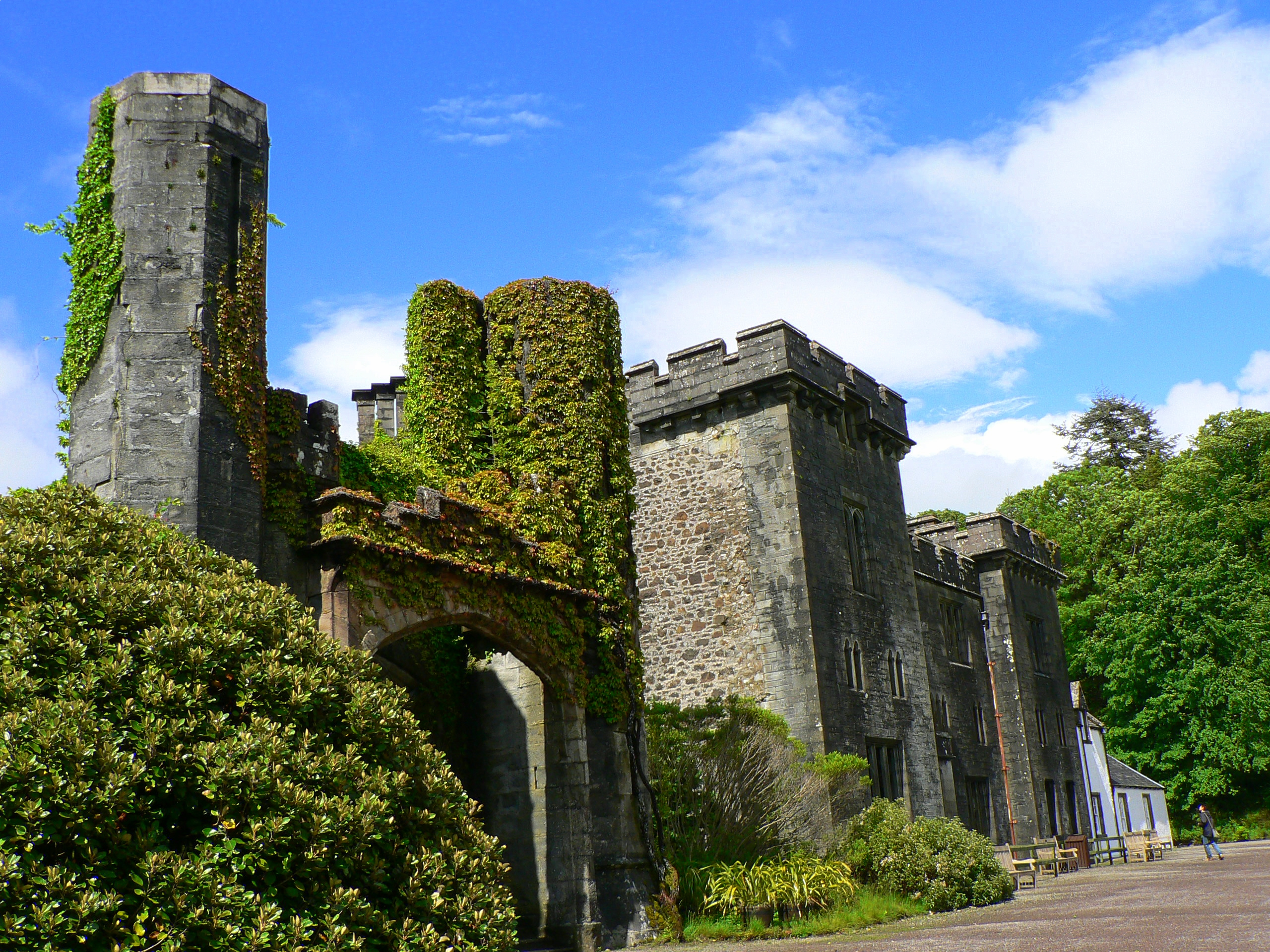
Castello di Armadale

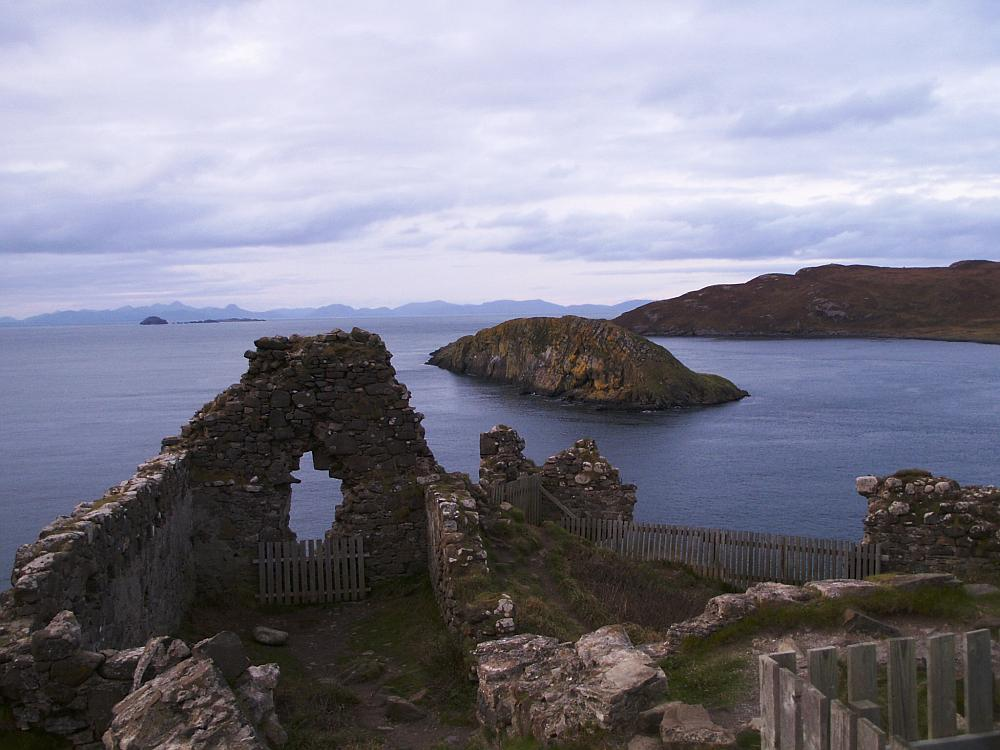
Castello di Duntulm

- Castello di Finlaggan collocato su un'isola nel Loch Finlaggan, sull'Isola di Islay. Fu la sede del capo del Clan Donald, Lord delle Isole.
- Castello di Armadale sull'Isola di Skye venne costruito nel 1825 e attualmente ospita la sede del clan MacDonald ed è aperto al pubblico.
- Castello di Knock è oggi un rudere sull'Isola di Skye.
- Castello di Duntulm è oggi un rudere sull'Isola di Skye.
- Castello di Aros è oggi un rudere sull'Isola di Mull.[22]
- Castello di Claig è oggi rudere sull'Isola di Jura.
- Castello di Kildonan è oggi un rudere sull'Isola di Arran.
- Castello di Ardtornish è oggi un rudere sulla penisola di Morvern.
- Castello di Dunaverty è oggi un rudere lungo la costa di Kintyre, conosciuto anche come Blood Rock per via del Massacro di Dunaverty che qui ebbe luogo.
- Castello di Cairnburgh.

### Altri castelli dei rami del clan MacDonald
- Castello di Tioram, Loch Moidart, Lochaber fu sede del Clan Macdonald di Clanranald.
- Castello di Borve fu un altro castello dei MacDonalds di Clanranald.[23]
- Castello di Ormiclate fu un altro castello dei Macdonalds di Clanranald.[24]
- Castello di Invergarry, costruito sulla Raven's Rock fu sede del Clan MacDonnell di Glengarry.[25]
- Castello di Strome sulle rive del Loch Carron fu il primo castello dei MacDonnells di Glengarry.
- Castello di Dunluce in Irlanda fu sede del Clan MacDonnell of Antrim, conti di Antrim.
- Castello di Glenarm in Irlanda fu un'altra sede dei MacDonnells di Antrim.
- Castello di Dunyvaig sull'Isola di Islay fu sede del Clan MacDonald di Dunnyveg.[26]
- Castello di Dunscaith sull'Isola di Skye fu sede del Clan MacDonald di Sleat.
- Castello di Mingarry a Kilchoan, Lochaber fu sede del Clan MacDonald di Ardnamurchan.
- Castello di Largie fu sede del Clan MacDonald di Largie.